# Кондитерская (мини-альбом)
«Кондитерская» — совместный мини-альбом белорусского и российского исполнителей ЛСП и Pharaoh, выпущенный 30 сентября 2016 года и ознаменовавший начало совместного тура артистов под названием Cake Factory.
3 октября альбом поступил на такие интернет-платформы, как Apple Music и iTunes Store; выпускающие лейблы — «А+» и «Студия Союз».

## Предпосылки
19 июля 2015 года вышел альбом ЛСП Magic City, в песне «Bullet» (с англ. — «Пуля») с которого принял участие Pharaoh. Песня сразу ушла в народ и стала концертным хитом артистов. 14 августа 2016 года было объявлено о намерении ЛСП и Фараона провести совместный тур, который получил название Cake Factory. 17 августа ЛСП поделился ремиксом на песню Фараона «Клюква» с микстейпа Phosphor.

## Релиз и продвижение
8 сентября в качестве промо к альбому была выпущена песня «Кекс».
30 сентября 2016 года, одновременно со стартом тура, «Кондитерская» была выложена на онлайн-платформе SoundCloud, а также поступила на продажу в магазин Google Play.
Под патронажем лейблов «А+» и «Студия Союз» 3 октября 2016 года мини-альбом поступил в iTunes Store, а также на стриминговый сервис Apple Music. Задержка связана с тем, что неизвестные лица, не имея на «Кондитерскую» прав, выложили копию альбома на iTunes раньше, чем официальное выпускающее издательство, «А+». Так альбом провисел около 5 дней, прежде чем на платформу Apple был добавлен легитимный релиз после проверки всех документов и жалобы владельца интеллектуальной собственности. Денег, однако, нарушители авторского права всё-таки не получили: все вырученные средства отправились напрямую официальному дистрибьютору.

## Приём критиков
В рецензии на The Flow Андрей Недашковский подчёркивает, что «Олегу и Глебу удаётся балансировать, они занимают одновременно позицию и злодея, и жертвы. Будучи убедительными трагиками, вызывают сочувствие, когда говорят о том, насколько стали невосприимчивы, будто обколотые новокаином, к наивным историям, обещающим светлое завтра в семейном домике с белым заборчиком и лабрадором», а в заключении пишет: «Дуэт очень органичен, каждый умело пользуется своими козырями. Pharaoh продолжает удивлять как вокалист — интонирует и скримит на грани разрыва связок. ЛСП же собирает свои тексты как дьявол».
The Flow внёс «Кондитерскую» в восьмёрку лучших русскоязычных альбомов за 2016 год
При всех стилистических различиях соавторов “Кондитерской”, оба они — крайне фактурные ретрансляторы тлена и морока. Шесть треков нового EP — это нежнейшие баллады о п*****е и попытках заткнуть экзистенциальную пустоту тушкой покрасивее. Похожий фокус всегда хорошо удавался ЛСП сольно — заставить людей на танцполе весело скакать под песни о кошмарных вещах. Если же вслушаться в эти медовые романсы — в них же “только я и мой мрак”, потеря нравственных и эмоциональных ориентиров. Такие песни мог бы спеть паук своей увязшей в паутине жертве — из них двоих он слишком хорошо знает, чем всё закончится.«The Flow»

## Список композиций
| №                   | Название            | Автор(ы)                   | Продюсер(ы)                    | Длительность |
| ------------------- | ------------------- | -------------------------- | ------------------------------ | ------------ |
| 1.                  | «Порнозвезда»       | Олег Савченко Глеб Голубин | Crazie Mugg ColdSiemens Bryte  | 4:34         |
| 2.                  | «Кекс»              | Савченко Голубин           | stereoRYZE                     | 3:59         |
| 3.                  | «Золотые рыбки»     | Савченко Голубин           | Breezey Muzik Роман Англичанин | 4:00         |
| 4.                  | «9 Жизней»          | Савченко Голубин           | White Punk                     | 3:50         |
| 5.                  | «PiT»               | Савченко Голубин           | Southgarden                    | 3:28         |
| 6.                  | «Неон»              | Савченко Голубин           | Lostsvund Kaiesther            | 3:53         |
| Общая длительность: | Общая длительность: | Общая длительность:        | Общая длительность:            | 23:44        |

## Участники записи
| Текст / вокал: - Олег «ЛСП» Савченко — 1–6 - Глеб «Pharaoh» Голубин — 1–6 Музыка: - Александр «Crazie Mugg» Илларионов — 1 - Глеб «ColdSiemens» Голубин — 1 - Вадим «Bryte» Чернышёв — 1 - Иван «stereoRYZE» Неженцев — 2 - Роман «Breezey Muzik» Захаров — 3 - Роман «Англичанин» Сащеко — 3 - Даниил «White Punk» Бумагин — 4 - Олег «Southgarden» Кись — 5 - Денис «Lostsvund» Гусев — 6 - Михаил «Kaiesther» Домбровский — 6 | Сведение: - Роман «Англичанин» Сащеко - Вадим «Bryte» Чернышёв Обложка — Павел Барашков |

## История релиза
| Дата             | Платформы                                                     | Лейбл          | Прим.  |
| ---------------- | ------------------------------------------------------------- | -------------- | ------ |
| 30 сентября 2016 | Цифровое скачивание ( Google Play ) Стриминг ( Google Play )  | А+ Студия СОЮЗ | [ 11 ] |
| 30 сентября 2016 | Стриминг ( SoundCloud )                                       | —              | [ 7 ]  |
| 3 октября 2016   | Цифровое скачивание ( iTunes Store ) Стриминг ( Apple Music ) | А+ Студия СОЮЗ | [ 12 ] |